# Leea curtisii
Leea curtisii là một loài thực vật hai lá mầm trong họ Nho. Loài này được King miêu tả khoa học đầu tiên năm 1896.